# 金子美里
金子 美里（かねこ みさと、1986年11月7日 - ）は、日本の元女子バレーボール選手。

## 来歴
埼玉県越谷市出身。中学校1年生の時にバレーボールを始める。共栄学園高校時代は、インターハイ準優勝・国体3位・春高バレーベスト4を経験し、学生選抜東西対抗戦に出場した。
2005年、武富士バンブーに入団。2009年の廃部後は実業団でのプレー実績はない。

## 所属チーム
- 蒲生二小
- 越谷南中
- 共栄学園高等学校
- 武富士バンブー（2005-2009年）